# ジョゼフ・ノエル・ペイトン
サー・ジョゼフ・ノエル・ペイトン（英: Sir Joseph Noel Paton 1821年12月13日 - 1901年12月26日）は、スコットランドの画家、彫刻家、詩人である。スコットランドの伝承およびケルト神話に関心を寄せ、造詣が深かった。『オーベロンとティターニアの諍い』など妖精を描いた作品でよく知られる。王立スコットランド・アカデミー正会員、法学博士。

## 人物

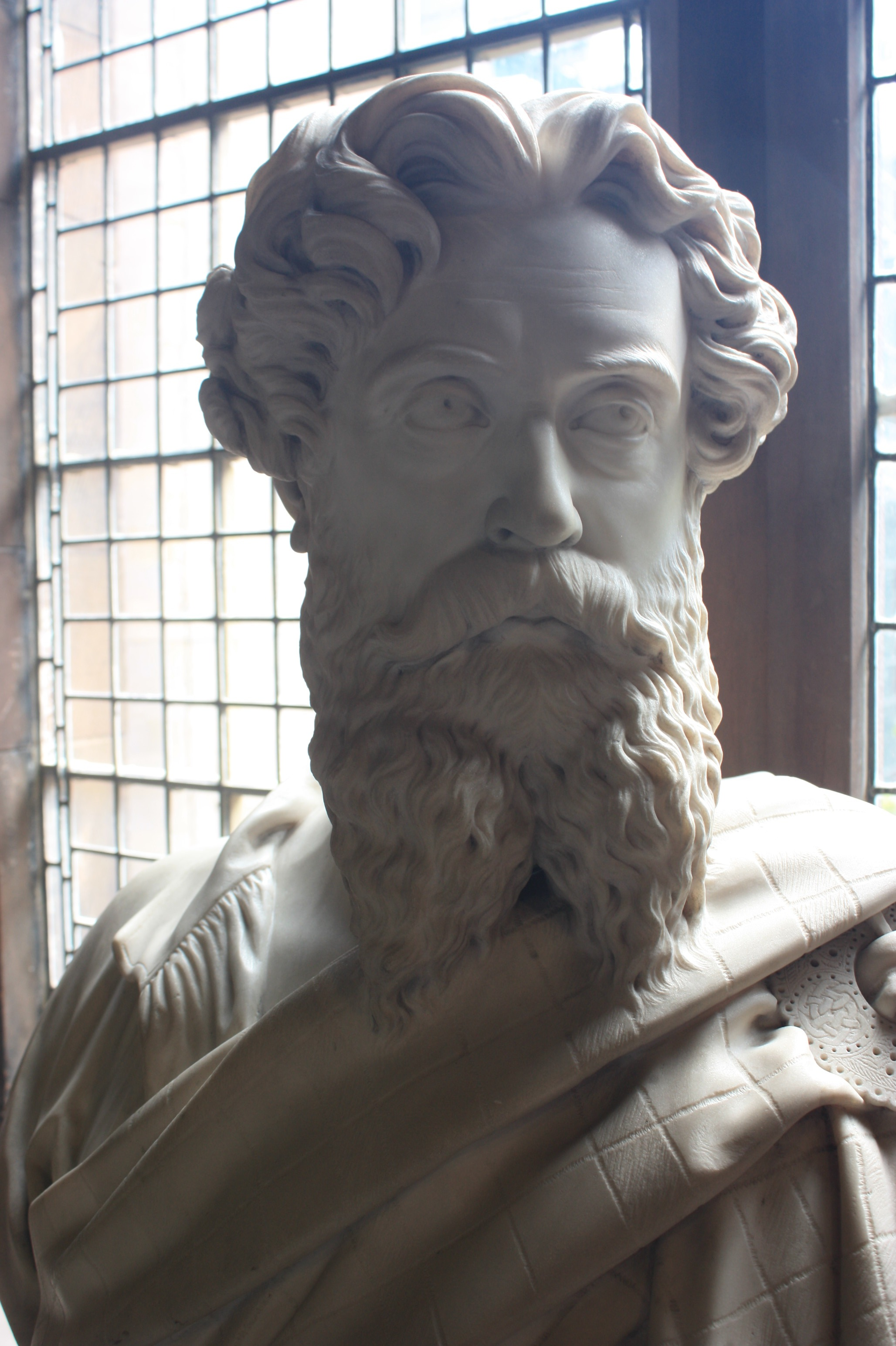
姉であるアメリア・ロバートソン・ヒルによる彫像（1872年）

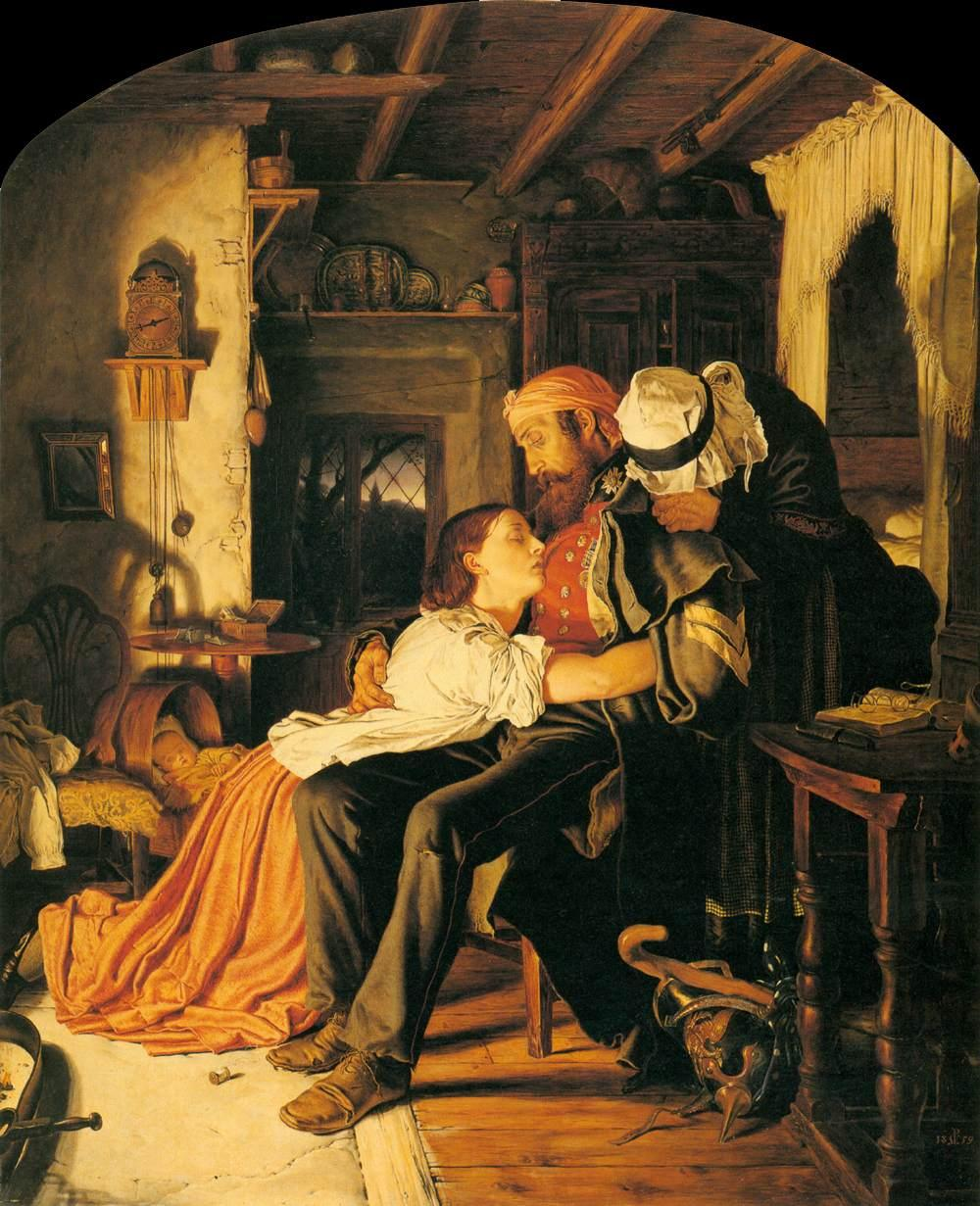
Home（1855-56年ごろ、クライスラー美術館所蔵）

ペイトンは1821年12月13日に、ダマスク織職人であったジョゼフ・ニール・ペイトンとキャサリン・マクダーミッドの子として、スコットランドのファイフ、ダンファームリンのWooers' Alleyで生まれた。姉に彫刻家のアメリア・ロバートソン・ヒルを持ち、弟は風景画家のウォーラー・ヒュー・ペイトンである。またアーチボルドという兄弟とキャサリン、アレクシアという姉妹がいたが幼いころに皆亡くなっている。ペイトンは後に父母と兄弟の墓にモニュメントを建てた。赤い花崗岩でケルト十字をかたどったモニュメントはダンファームリン修道院の北側に存在する。
父親は古美術、特に武器、甲冑の収集家であり幼いころのペイトンに影響を与えていった。ペイトンは地元の学校に通った後、ダンファームリン芸術アカデミーに在籍し才能を開花させていった。ペイトンは家業を手伝い、モスリン工場で3年間デザインを監督した。ペイトンはほとんどの時間をスコットランドで過ごしたが、1843年からロンドンのロイヤル・アカデミー・オブ・アーツで短期間学び、ジョージ・ジョーンズの教えを受けた。ロンドンでの就学中ジョン・エヴァレット・ミレイに出会い、ラファエル前派への誘いを受けた。ペイトンはラファエル前派のスタイルで絵を描いており、後には歴史的なものや、妖精、アレゴリー、宗教を題材として絵画を作成するが、「兄弟団」に入ることはなかった。
1858年、マーガレット・ゴーレイ・フェリアと結婚、11人の子供をもうけた（7人の男児と4人の女児）。長男のダーミッド・ノエル・ペイトンは1906年からグラスゴー大学で欽定生理学教授となり、フレデリック・ノエル・ペイトンは英領インド政府の通商情報局（Commercial Intelligence Department）の長官を務め、また挿画家としても著名であった。

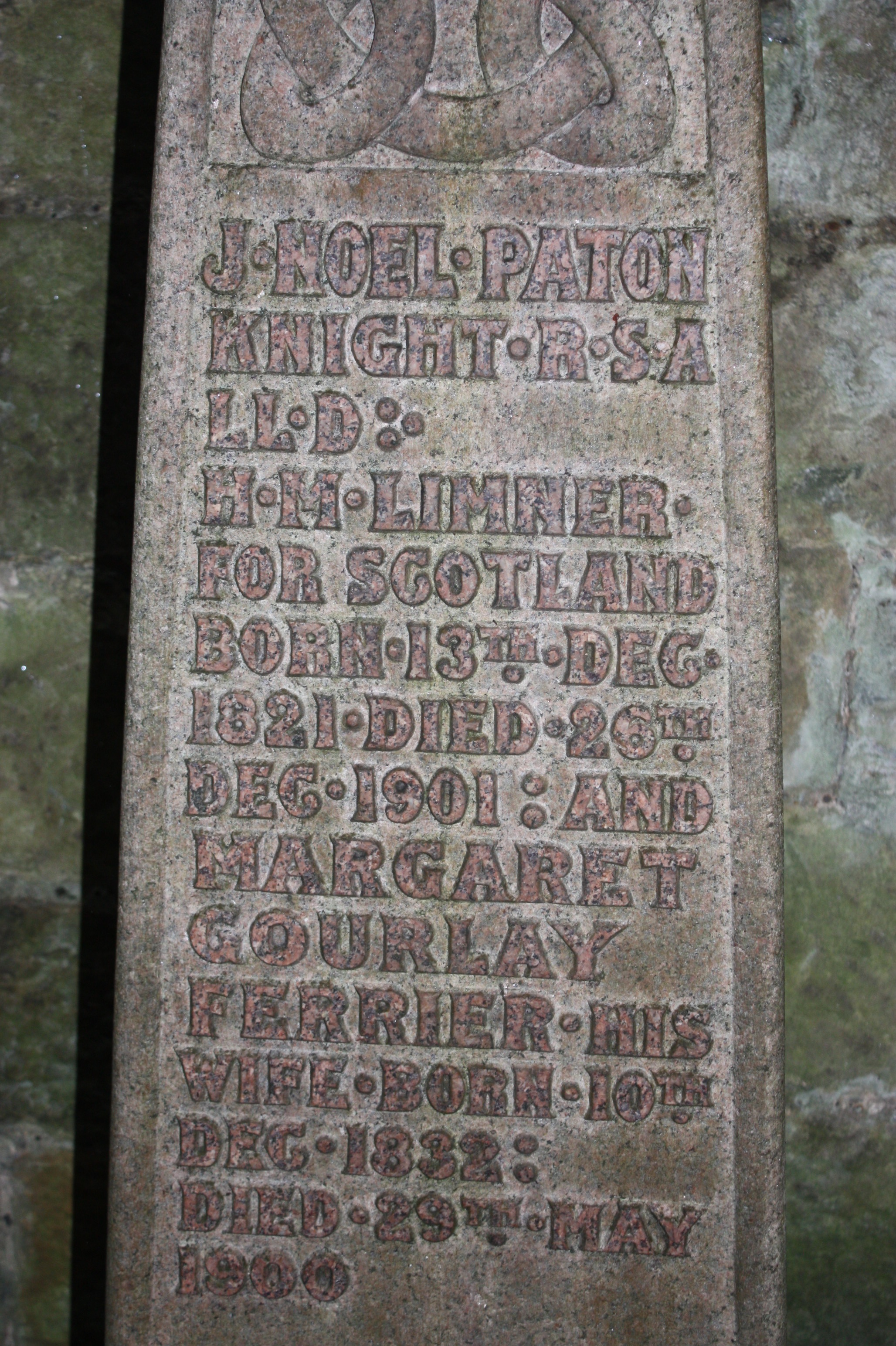
ディーン墓地にあるペイトンの墓所

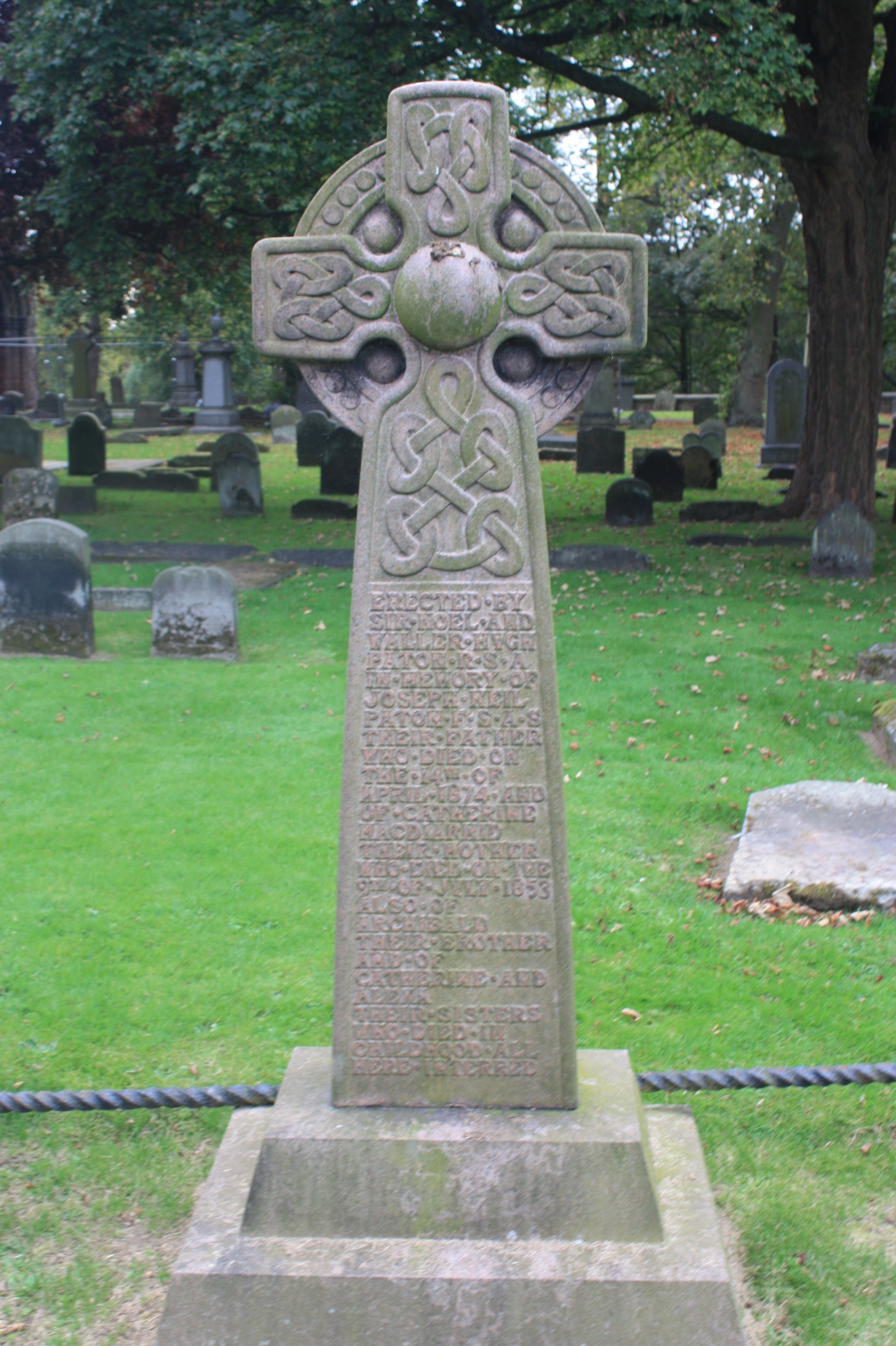
ダンファームリン修道院にあるペイトンの両親・兄弟の墓に作られたモニュメント

1901年12月26日エジンバラで亡くなり、ディーン墓地に埋葬されている。

## 業績
ダニエル・マクリースと並び、ペイトンは神話、伝承を題材とする名匠である。ヴィクトリア朝絵画の専門家クリストファー・ウッドによれば、ペイトンは妖精画家の中で唯一、神話・伝承に深い知識を持つ人間だった。ペイトンのケルト神話やスコットランドの伝承に対する知識は彼の作品に反映されている。作品は細部まで書き込まれており、ラファエル前派と比較される。
ペイトンはロンドンで滞在中、The Art Journal の編集者サミュエル・カーター・ホールと知り合い、ホールの1842年の著作 The Book of British Ballads に挿画を依頼されている。他にも、パーシー・ビッシュ・シェリーの劇詩『鎖を解かれたプロメテウス』（1844年版）やシェイクスピアの『テンペスト』（1845年版）、コールリッジの物語詩『老水夫行』（1863年版）の挿画を手がけている。
絵画作品としては1844年の Ruth Gleaning が最初である。この作品は王立スコットランド・アカデミーで展覧された。シェイクスピアの『夏の夜の夢』を主題とした『オーベロンとティターニアの諍い』『オーベロンとティターニアの仲直り』を代表として、数々の作品が評価されており、前記2作品はスコットランド国立美術館で公開されている。『諍い』と『仲直り』は妖精画の最高峰とも評価され、『不思議の国のアリス』の作者、ルイス・キャロルもこの作品を愛し、妖精の数を165人と数えている。『オーベロンとティターニアの諍い』の習作はペイトンの王立スコットランド・アカデミーの卒業制作であり、1846年に完成した。アカデミーはこの作品を700ポンドで買い取っている。
ペイトンは2冊の詩作品と多数の彫刻も制作している。
1847年に王立スコットランド・アカデミーの準会員となり、1850年に正会員となる。1865年に王室画家（Painter and Limner）に任じられる。2年後の1867年、ナイトに叙任され、1878年にはエジンバラ大学から法学博士の名誉学位を授与された。

## 作品

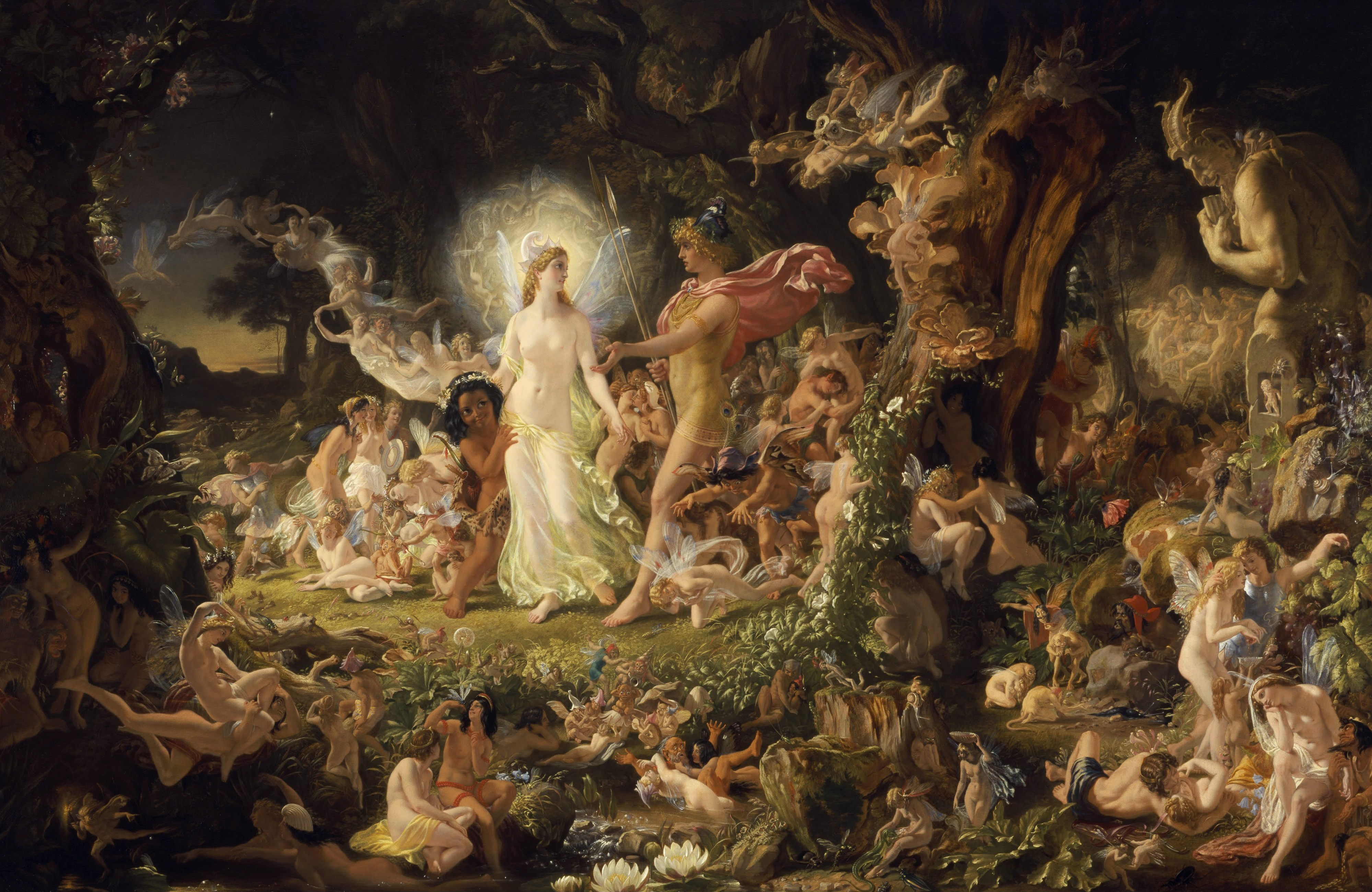
オーベロンとティターニアの諍い（1849年、スコットランド国立美術館所蔵）

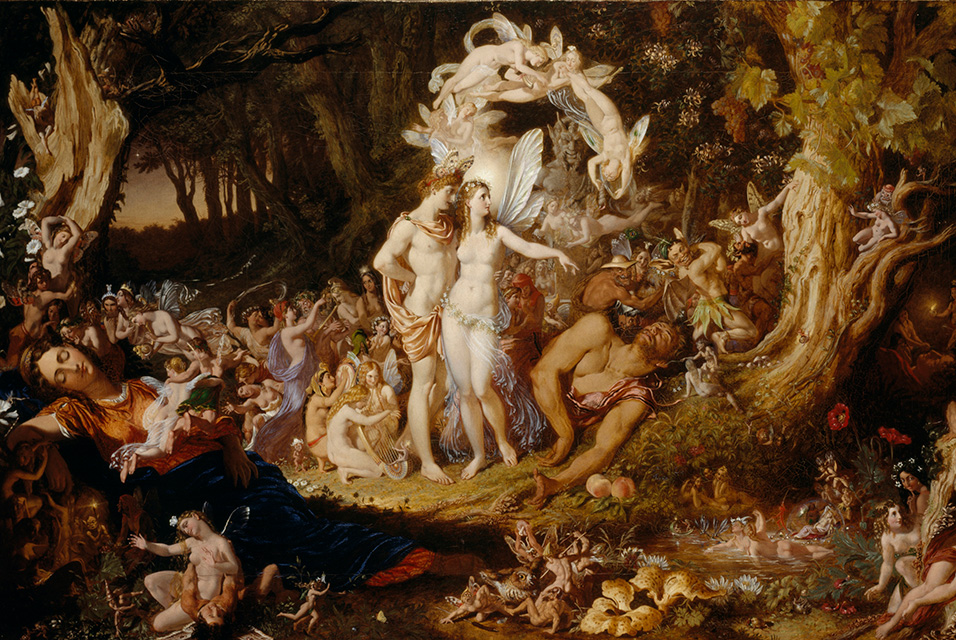
オーベロンとティターニアの仲直り（1847年、スコットランド国立美術館所蔵）

- Cymocles Discovered By Atis In The Bowre Of Blisse, Spencer's Fairie Queene, Book II, Chapter V（1848年）
（水彩、21 × 30.5cm）

- Calvary（1849年）
（鉛筆画、10.5 × 16.8cm、個人所蔵）

- Sermon on the Mount（1849年）
（鉛筆画、10.5 × 16.8&cm、個人所蔵）

- The Pursuit of Pleasure (1855年）

- The Bluidie Tryst（1855年）
（油彩、キャンバス、73 × 65cm、ケルビングローブ美術館・博物館所蔵）

- Home（1855-56年ごろ）
（油彩、パネル画、クライスラー美術館所蔵）

- Hesperus（1857年）
（油彩、キャンバス、91 × 69cm、ケルビングローブ美術館・博物館所蔵）

- In Memoriam（1858年）
（油彩、パネル画、123 × 96.5cm、個人所蔵）

- By a Painter（1861年） 詩

- Mors Janua Vitae（1866年）

- Fairy Raid（1867年）
（油彩、キャンバス、90.5 × 146.7cm、ケルビングローブ美術館・博物館所蔵）

- Spindrift（1867年） 詩

- Oskold and the Ell-maids（1874年）

- The Man with the Muck-Rake（1875-9年）[20]
（フェレンス美術館（英語版）所蔵[21]、1872年制作の習作も同館所蔵[22]）

- In Die Malo（1882年）

- How an Angel rowed Sir Galahad across the Dern Mere（1888年）
（油彩、キャンバス、個人所蔵）

- Oberon and the Mermaid（1888年）
（油彩、キャンバス、個人所蔵）

- The Spirit of Religion（下絵）
（ダンファームリン市議事堂（英語版））

- Sir Galahad
（油彩、キャンバス、個人所蔵）

- Warriors
（油彩、キャンバス、58.5 × 71cm、個人所蔵）

### ギャラリー

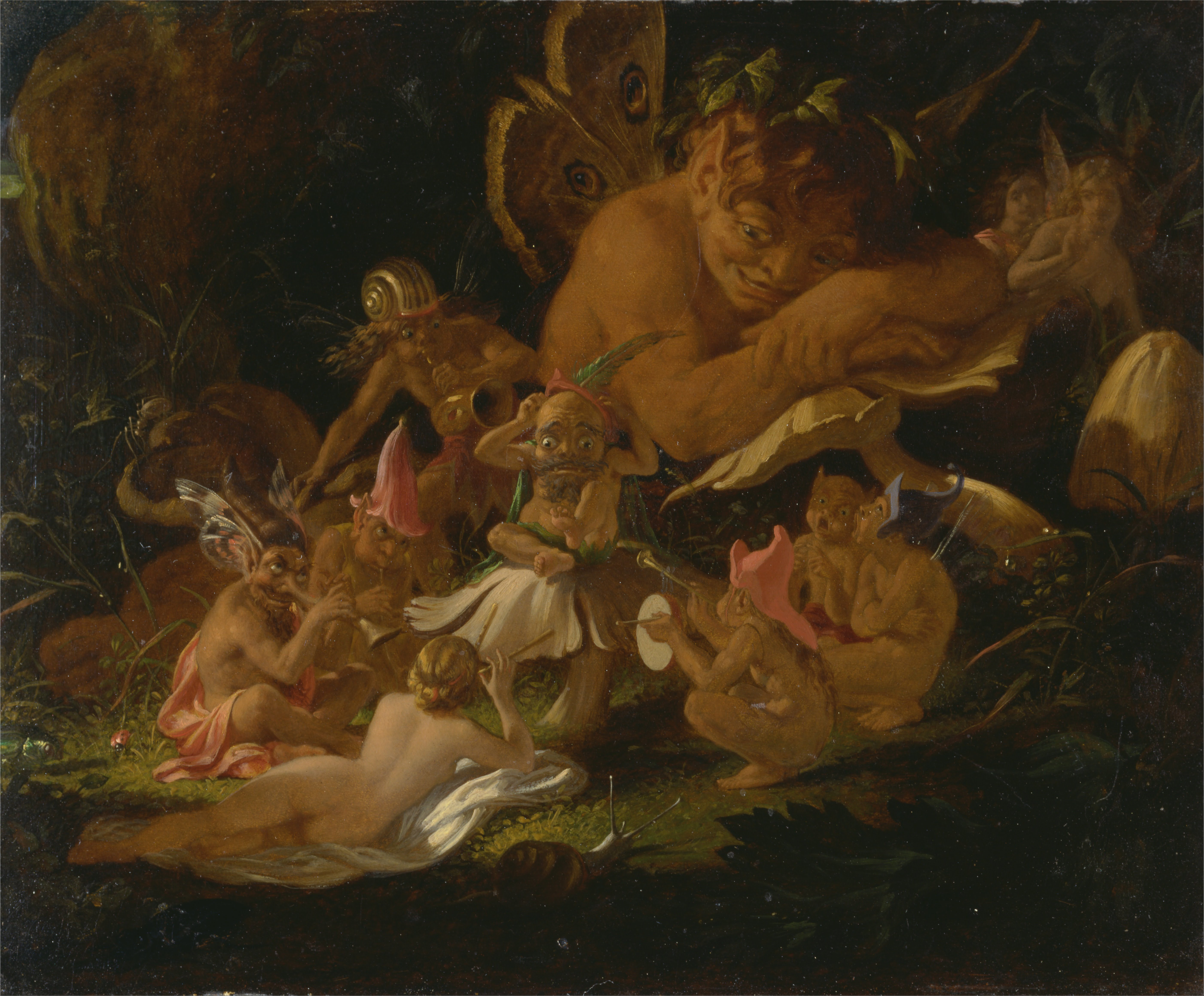
Puck and Fairies
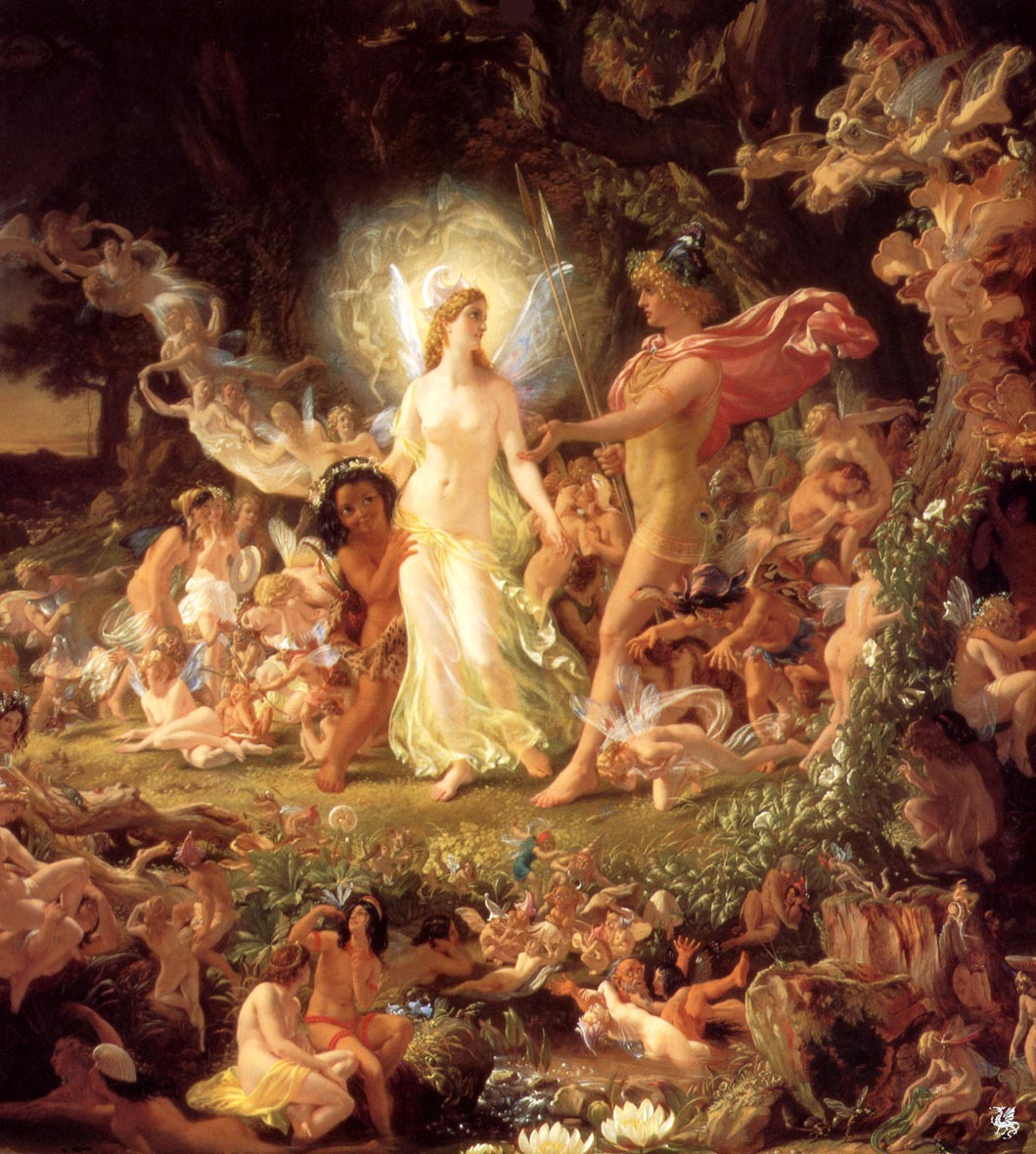
The Quarrel of Oberon and Titania （部分）
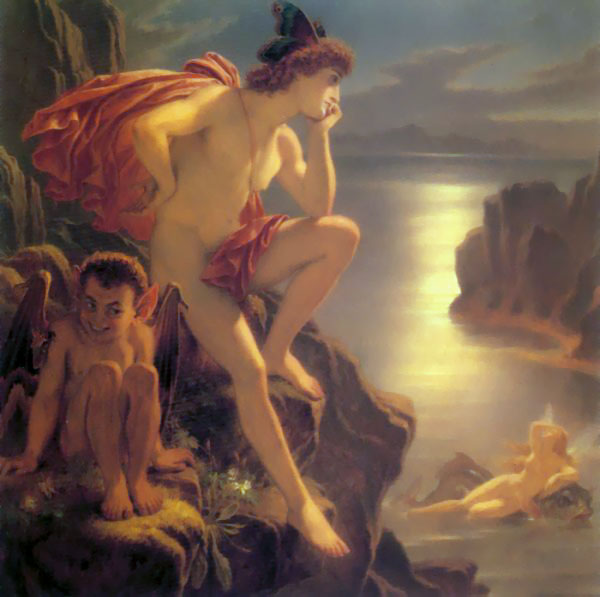
Oberon and the Mermaid
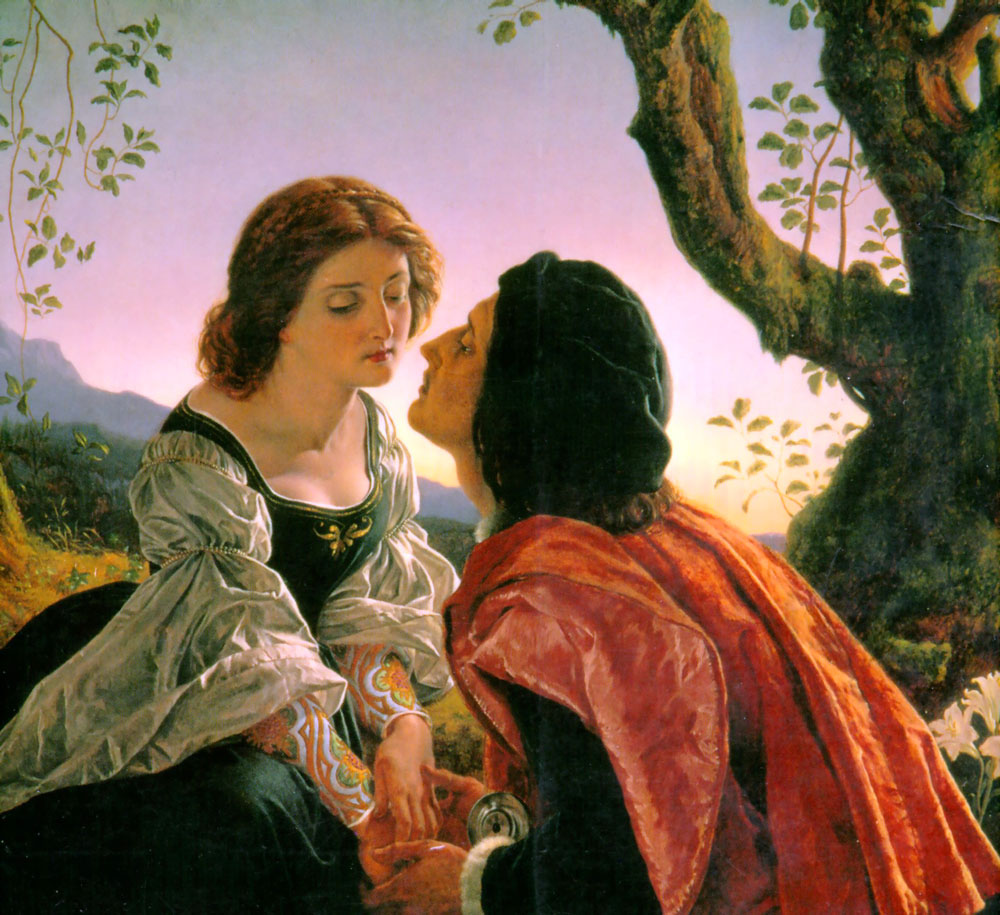
Hesperus（部分）
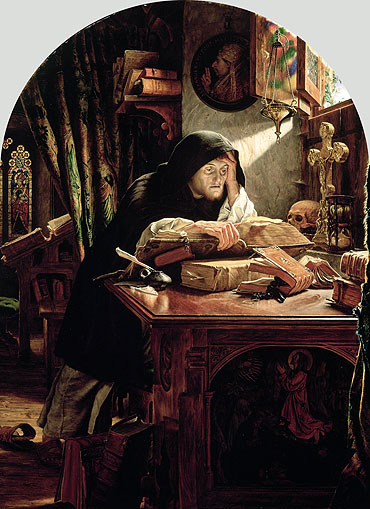
Luther discovering Justification by Faith
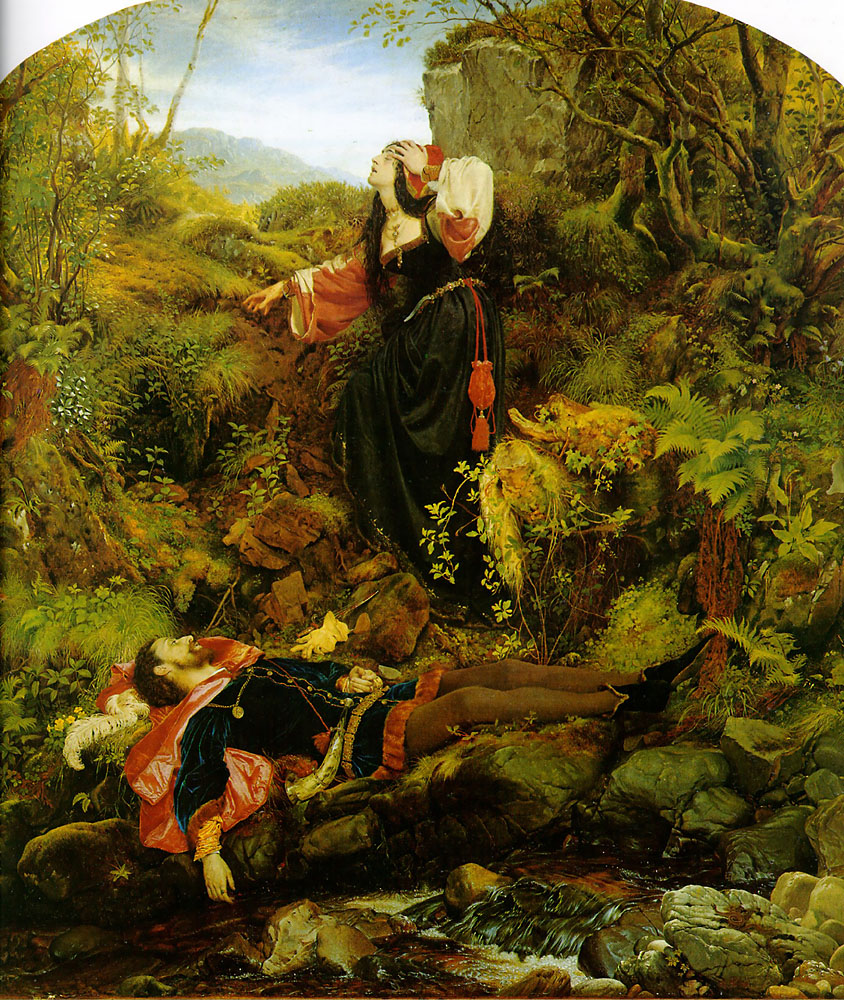
The Bluidie Tryst